# Josef Karo

Unterschrift des Joseph ben Ephraim Karo

Joseph ben Ephraim Karo (hebräisch רבי יוסף קארו, auch als „Yosef Caro“, oder „Qaro“ transliteriert; geboren 1488; gestorben 24. März 1575 in Safed) war ein Rabbiner und Kabbalist. Er ist der Verfasser des bis heute im orthodoxen Judentum bedeutsamen Schulchan Aruch. Schulchan Aruch bezeichnet sowohl Karos Werk als auch Isserles', wobei Karo gewöhnlich als der מְחַבֵּר Mechaber (Autor) und Isserles als der Rema (ein Akronym von Rabbi Moshe Isserles) bezeichnet wird.

## Leben
Der Geburtsort Karos ist nicht zweifelsfrei geklärt. Er wurde wahrscheinlich in Toledo geboren, es ist aber auch möglich, dass seine Familie vor der Vertreibung der Juden aus Spanien nach Portugal umzog und er dort geboren wurde. Sicher ist, dass die Familie nach der Vertreibung der Juden aus Portugal 1497 in das Osmanische Reich flüchtete, wo Karo die nächsten 40 Jahre zunächst in Istanbul und dann in Adrianopel, Nikopol und Saloniki lebte. Er studierte zunächst bei seinem Vater Ephraim, der selbst ein gelehrter Talmudkenner war. 1522 begann er mit der Niederschrift seines Hauptwerks Bet Josef und zog 1536 nach Safed im Heiligen Land, nachdem er sich zuvor wahrscheinlich noch einige Zeit in Ägypten aufgehalten hatte. Er studierte nun bei Jakob Berab und wurde nach dessen Wegzug 1538 Leiter der jüdischen Gemeinde sowie des Beth Din von Safed. Hier war Karo zudem Leiter einer großen Jeschiwa. Ein zeitgenössischer Reisender berichtet, dass seine dortigen Vorlesungen von über 200 Schülern besucht wurden. Er schrieb Hunderte von Responsa auf halachische Fragen, die an ihn aus der ganzen Diaspora herangetragen wurden, und widmete sich daneben den Bedürfnissen der Gemeinde. Er war mindestens dreimal verheiratet und bezeichnete seine drei Schwiegerväter jeweils als mori („mein Lehrer“). Sein Grab in Safed ist immer noch zu sehen. Zu seinen wichtigsten Schülern gehörte Moses Cordovero.

## Halachische Werke
Karo ist zwar berühmt als Verfasser des Schulchan Aruch, der bis heute im orthodoxen Judentum weltweit von Bedeutung ist, doch dieses Werk stellt nach seinen eigenen Worten nur eine Zusammenfassung des Bet Josef („Haus des Josef“) dar, mit dessen Niederschrift er 1522 in Adrianopel begann und an dem er 20 Jahre unablässig arbeitete. Er beendete „Bet Josef“ in Safed im Jahre 1542, der erste Band wurde jedoch erst 1555 veröffentlicht. In dessen Einführung erklärt der Autor Sinn und Zweck seines Werks: Die Vielfalt der halachischen Gesetzesquellen und die unterschiedlichen Riten in verschiedenen Gemeinden hatten im Lauf der Jahrhunderte zu einem Chaos geführt. Karo nahm sich vor, jedes einzelne Gesetz auf seinen Ursprung im Talmud hin zu überprüfen, unterschiedliche Ansichten einzubringen und schließlich zu einer endgültigen Entscheidung zu gelangen. Er entschloss sich, kein selbständiges Werk zu schreiben, „um nicht wiederholen zu müssen, was meine Vorgänger schon geschrieben haben“, sondern einem schon bestehenden Kodex einen Kommentar hinzuzufügen. Er dachte zuerst an Mischne Tora von Maimonides, verwarf dann aber die Idee, da Maimonides halachische Regeln festlegt, ohne gegenteilige Meinungen zu erwähnen. Schließlich entschied er sich für die Arba’a Turim von Jakob ben Ascher, „der die Meinungen der meisten Poskim (Autoritäten) wiedergibt“.
Ein weiteres halachisches Werk von Karo ist Kesef Mischne (Venedig, 1574–75), ein Kommentar zum 14-bändigen Werk Mischne Tora von Maimonides, dessen Kommentierung Josef von Vidal, ein spanischer Gelehrter aus dem 14. Jahrhundert, begonnen, jedoch nicht zu Ende geführt hatte. Karos Kommentar umfasst die acht Bände, die von Vidal nicht bearbeitet wurden.

## Karo als Kabbalist
Wie andere führende Rabbiner seiner Zeit war auch Karo Kabbalist. Kabbalistische Kreise gab es schon in Saloniki und Adrianopel, bevor Safed zum Zentrum der kabbalistischen Lehre und Frömmigkeit wurde. Zu Karos kabbalistischem Bekanntenkreis gehörten Moses Cordovero, der Karo als seinen „Meister“ bezeichnete, und Schlomo Alkabez. In diesem Kreis war Kabbala nicht bloß spekulative Theologie; viele Mitglieder erlebten persönliche mystische Erfahrungen. Karo selbst glaubte, dass er – im Allgemeinen des Nachts – von einem himmlischen Mentor, einem Maggid, aufgesucht wurde, der ihm kabbalistische Lehren sowie Regeln und Prophezeiungen für sein persönliches asketisches Leben offenbarte. Dieser Maggid manifestierte sich in der Form „automatischer Rede“, d. h. einer Stimme aus Karos Mund, die von anderen gehört werden konnte. Salomo Alkabez berichtet über ein solches Phänomen in einem Brief, der eine Lernveranstaltung in der Nacht von Schawuot in Karos Haus, wahrscheinlich in Nikopol, beschreibt. Bei diesen nächtlichen Erlebnissen war keine Trance im Spiel, denn Karo erinnerte sich nachträglich an die Botschaften und notierte sie in einer Art mystischem Tagebuch. Ein kleiner Teil dieses Tagebuchs ist als Manuskript erhalten und wurde unter dem Titel Maggid Mescharim gedruckt (erste vollständige Ausgabe: Amsterdam, 1708). Versuche, die Autorschaft dieses Werks durch Karo anzuzweifeln, beruhten vor allem auf dem Vorurteil, ein Autor, dessen halachische Werke von juristischer Vernunft geprägt sind, könne unmöglich solche mystischen Zustände erfahren haben. Die Echtheit dieses Buchs unterliegt jedoch keinem Zweifel.